# Лори, Ли (скульптор)
Ли Оскар Лори (англ. Lee Lawrie, 16 октября 1877 года — 23 января 1963 года) — американский скульптор и архитектор, сыгравший важную роль в американской скульптуре до Второй мировой войны. За свою долгую карьеру он выполнил более 300 работ, а его стиль эволюционировал от готической модерна к боз-ар, классицизму и, наконец, к модерну или ар-деко.
Лори создал фриз для здания Капитолия в Линкольне, штат Небраска, включая изображение оглашения Прокламации об освобождении рабов. Он также создал ряд скульптур, включая свою самую известную работу — отдельно стоящего бронзового «Атланта» (установлен в 1937 году) в Рокфеллеровском центре в Нью-Йорке.
Творчество Лори связано с некоторыми из самых известных зданий США первой половины XX века. Его стилистический подход развивался в зависимости от архитектурных стилей, варьирующихся от боз-ар до неоготики и ар-деко. Многие из его архитектурных скульптур были выполнены для зданий по проектам Бертрама Гудхью: часовня в Вест-Пойнте; Национальная академия наук в Вашингтоне, округ Колумбия; Публичная библиотека Лос-Анджелеса; Епископская церковь Святого Варфоломея в Нью-Йорке; Юридическая школа Корнелла в Итаке, штат Нью-Йорк; часовня Рокфеллера в Чикагском университете. Лори выполнил множество работ в Вашингтоне, округ Колумбия, включая бронзовые двери здания Джона Адамса Библиотеки Конгресса, южный входной портал Базилики Непорочного Зачатия и внутреннюю скульптуру Джорджа Вашингтона в Национальном соборе.